# 광교로
광교로(Gwanggyo-ro, 光敎路)는 대한민국 경기도 수원시 팔달구 이의동 효성4거리에서 대한민국 경기도 수원시 영통구 이의동을 잇는 48.8km 도로다.

## 주요 경유지
경기도
- 수원시 팔달구 (우만동) - 영통구 (이의동)

## 노선
| 이름                   | 접속 노선                    | 소재지        | 소재지        | 소재지        | 비고          |
| 권광로와 직결          | 권광로와 직결                | 권광로와 직결 | 권광로와 직결 | 권광로와 직결 | 권광로와 직결 |
| ---------------------- | ---------------------------- | ------------- | ------------- | ------------- | ------------- |
| 효성사거리             | 월드컵로                     | 수원시        | 팔달구        | 우만동        |               |
| 월드컵삼거리           | 창룡대로210번길 광교로42번길 | 수원시        | 팔달구        | 우만동        |               |
| 나비잠자리다리 (터널)  |                              | 수원시        | 영통구        | 이의동        |               |
| 중소기업지원센터삼거리 | 에듀타운로                   | 수원시        | 영통구        | 이의동        |               |
| 도청로삼거리           | 도청로                       | 수원시        | 영통구        | 이의동        |               |
| 광교사거리             | 창룡대로 (국도 제43호선)     | 수원시        | 영통구        | 이의동        |               |
| 역사공원삼거리         | 대학4로                      | 수원시        | 영통구        | 이의동        |               |
| 동수원IC지하차도       |                              | 수원시        | 영통구        | 이의동        |               |
| 광교로사거리           | 월빙타운로                   | 수원시        | 영통구        | 이의동        |               |
| 버들치2교              |                              | 수원시        | 영통구        | 이의동        |               |
| 버들치터널             |                              | 수원시        | 영통구        | 이의동        |               |
|                        | 용인시                       | 수지구        | 성복동        |               |               |
| 도마치로와 직결        |                              |               |               |               |               |

## 주요 건물및 시설
- 아름학교 (광교로 32/이의동 1364)
- SK에너지월드컵주유소 (광교로 66/이의동 1175)
- 농협 광교테크노벨리점 (광교로 105/이의동 871-2)
- 경기R&DB센터 (광교로 105/광교로 105/이의동 871-2)